# 這！就是街舞第二季
2019年優酷播出綜藝節目《這!就是街舞第二季》，是2018年的節目《這!就是街舞》之續集.

## 節目簡介
- 《這！就是街舞》是一档大型街舞競技節目。節目選用“明星導師+專業舞者真人秀”的全新賽制顛覆所有傳統舞蹈節目模式，通過“大海選”吸納優秀街舞舞者，設置“舞者近身鬥舞”、“世界街舞大師及國內明星帶隊PK”、“國際街舞大師為參賽者定製個人街舞秀”等環節，再輔以專業的舞臺燈光佈景設計，全方位打造精緻舞美，藉街舞的內核重新定義年輕人的文化。[1]
- 節目旨在推廣街舞文化，在全球華人舞者中，尋找有態度、有個性、有自信的選手，通過節目最終選出一名最具魅力的超級舞者。[3]

## 明星導師
四位導師：
 易烊千璽
 羅志祥
 韓庚
 吳建豪。

## 戰隊
四位明星導師各領導一戰隊，每個戰隊有12位隊員。

### 易燃裝置戰隊
導師：易烊千璽

隊員：馮正（poppin sonic)、小海(junior taco)、阿牙（AYA)、Franklin(余衍林)、AC(雷曦)、JC俊(劉俊成)、Kun(彭振堃)、陳博文(Randy)、小夕、魚丸、米震、Vico(路征)。

### 修樓梯戰隊
導師：羅志祥

隊員：葉音(David)、三兒(Mr three)、Semi(張世民)、炎炎、美子、辰辰(chenchen)、王子豪、仙人、小智、賴威爾、郭胤兒、Jackyc(鄭鈺楓）

### 態度大師戰隊
導師：韓庚

隊員：鴨子(crazy Duck)、馬曉龍、Bingbing(李冰冰)、范范、穆童（funkytomin)、金小根(physicx) 
、重陽、Eleven(許樺)、龐舒月、波子(quick)、龍嘯、茶叔(Mr tea)。

### 吳俠聯盟戰隊
導師：吳建豪

隊員：阿K(陳杰)、兔子、Gumball(孫悟空)、小五、廖廖、陳泰瑋(阿瑋)、王潤、Abby(芶雯靖)、阿琪(AKE)、Waiwai(黃卉)、陳健嚴(lian)、Ben(趙祥誠)。

## 最後賽程

### EP11 (2019.07.27)[6]
14強爭奪4強：EP10產生的十三強加上一位復活賽晉級選手（馮正）共14人，分為四組，每組得票最多者獲勝並進入4強，其餘淘汰。

#### 第一組
| 舞者             | 所屬戰隊 | 獲勝 |
| ---------------- | -------- | ---- |
| Gumball(孫悟空)  | 吳俠聯盟 |      |
| Eleven(許樺)     | 態度大師 |      |
| 王子豪           | 修樓梯   |      |
| Franklin(余衍林) | 易燃裝置 | ✔    |

#### 第二組
| 舞者     | 所屬戰隊 | 獲勝 |
| -------- | -------- | ---- |
| AC(雷曦) | 易燃裝置 | ✔    |
| 三兒     | 修樓梯   |      |
| 范范     | 態度大師 |      |
| 陳健嚴   | 吳俠聯盟 |      |

#### 第三組
| 舞者         | 所屬戰隊 | 獲勝 |
| ------------ | -------- | ---- |
| 兔子         | 吳俠聯盟 |      |
| JC俊(劉俊成) | 易燃裝置 |      |
| 葉音         | 修樓梯   | ✔    |

#### 第四組
| 舞者           | 所屬戰隊 | 獲勝 |
| -------------- | -------- | ---- |
| 小海           | 易燃裝置 |      |
| 阿K(陳杰)      | 吳俠聯盟 | ✔    |
| 馮正(復活選手) | 易燃裝置 |      |

#### 本集結果
四強：
| 舞者             | 所屬戰隊 |
| ---------------- | -------- |
| Franklin(余衍林) | 易燃裝置 |
| AC(雷曦)         | 易燃裝置 |
| 葉音             | 修樓梯   |
| 阿K(陳杰)        | 吳俠聯盟 |

### EP12 (2019.08.03)[7]

#### 4強爭奪2強
分為兩組，獲勝者進入2強。

第一組
| 舞者             | 所屬戰隊 | 結果 |
| ---------------- | -------- | ---- |
| Franklin(余衍林) | 易燃裝置 | 勝   |
| AC(雷曦)         | 易燃裝置 | 敗   |

第二組
| 舞者      | 所屬戰隊 | 結果 |
| --------- | -------- | ---- |
| 葉音      | 修樓梯   | 勝   |
| 阿K(陳杰) | 吳俠聯盟 | 敗   |

#### 2強爭奪冠軍
| 舞者             | 所屬戰隊 | 結果 |
| ---------------- | -------- | ---- |
| Franklin(余衍林) | 易燃裝置 | 敗   |
| 葉音             | 修樓梯   | 勝   |

結果

冠軍：葉音（  修樓梯）

亞軍：Franklin(余衍林)（  易燃裝置 ）

## 備註
1. ↑  EP6搶人大戰中確定4戰隊之隊員。[5]